# Okoun říční
Okoun říční (Perca fluviatilis; Linné, 1758) je sladkovodní paprskoploutvá ryba z čeledi okounovitých (Percidae),
V ČR má od roku 2017 dobu hájení. Lov je povolen od 16. 6. do 31. 12. V České republice byl tento druh velice hojně rozšířen.

## Popis

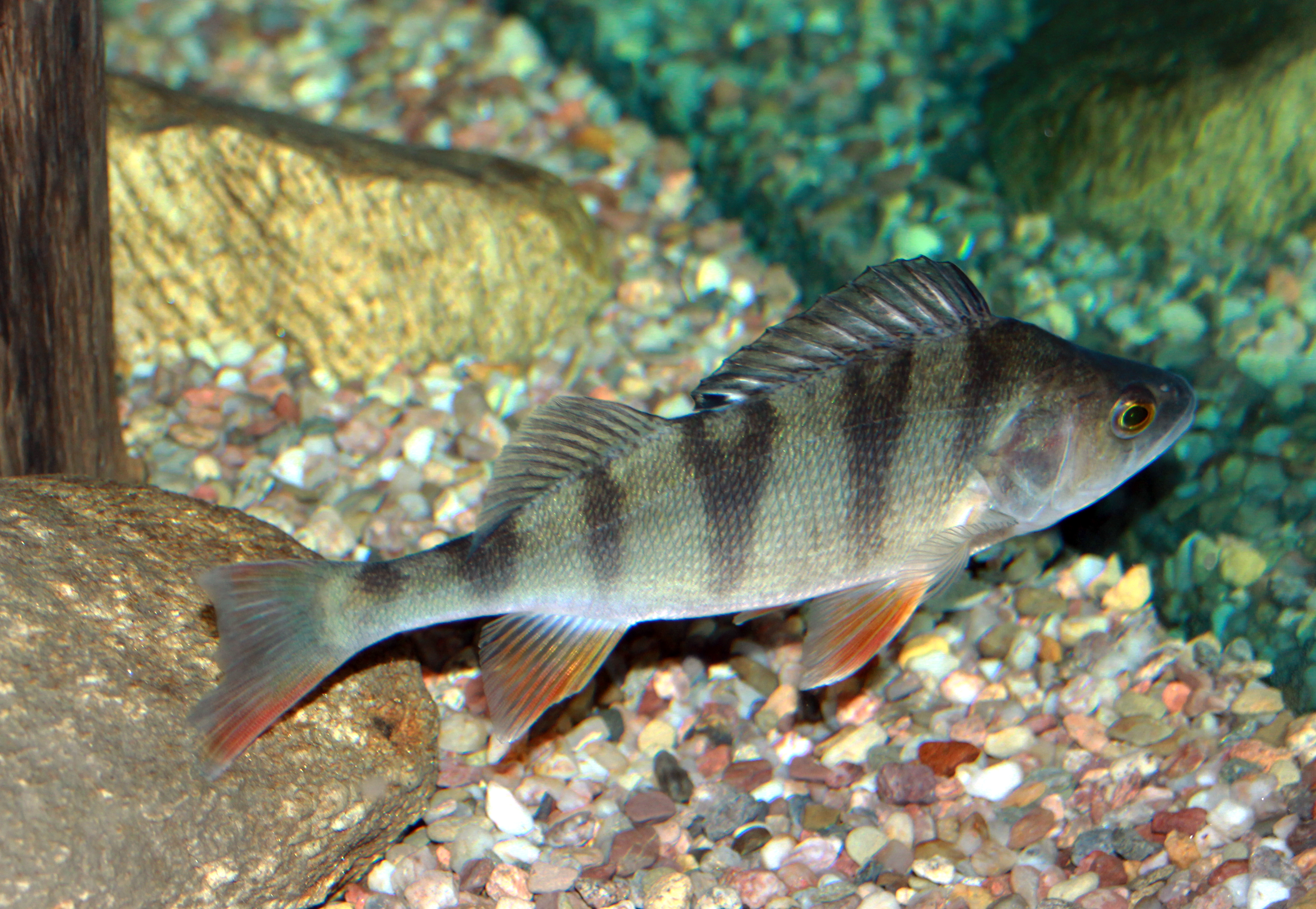
Na výstavě Pod hladinou Vltavy

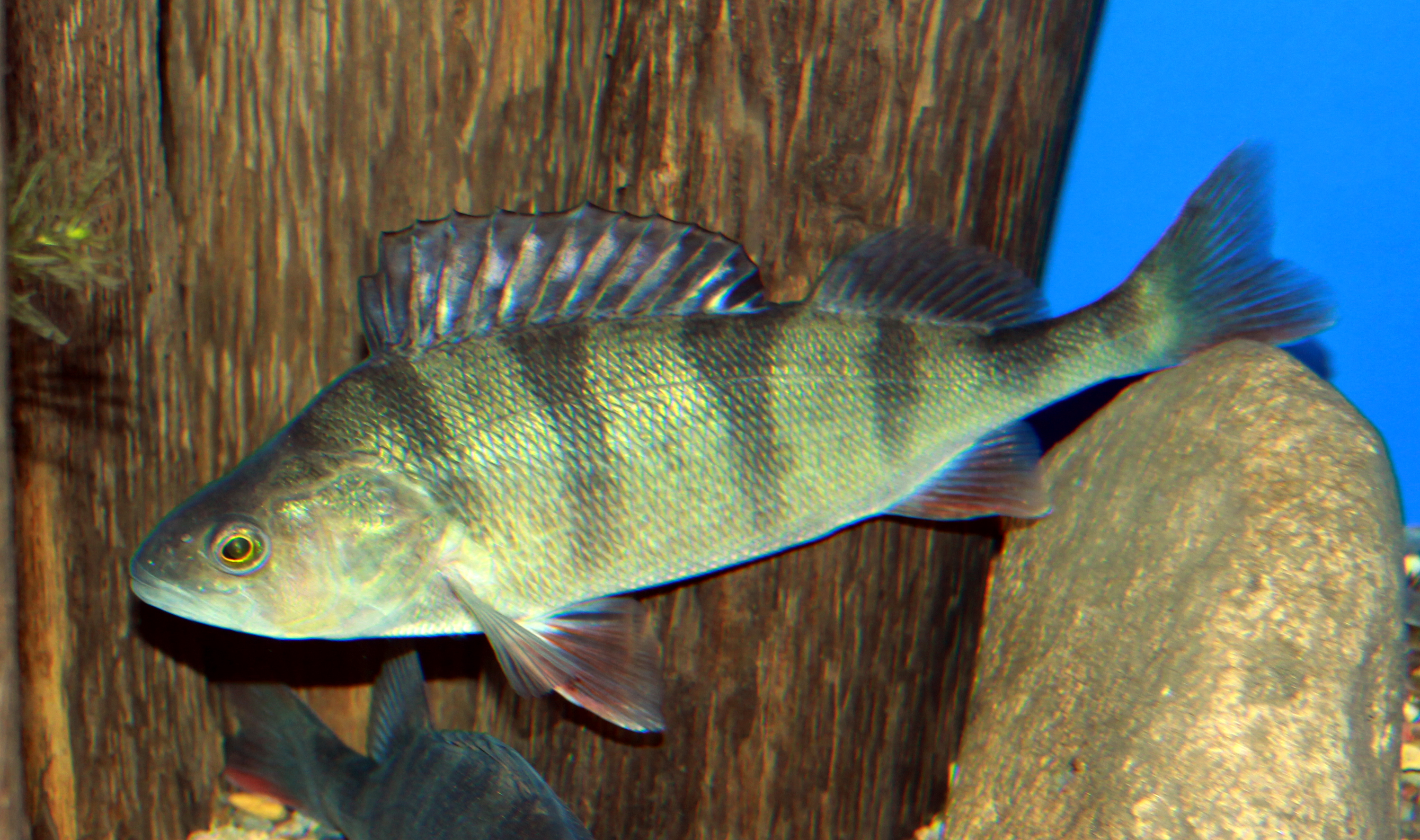
Na výstavě Pod hladinou Vltavy

Tělo je poměrně vysoké. Na hřbetě se nacházejí dvě samostatné hřbetní ploutve. V první se nachází 23–17 tvrdých paprsků, ve druhé 1–2 tvrdé a 13–16 měkkých paprsků. Břišní, řitní a ocasní ploutve mají obvykle načervenalý nádech. Ústa jsou tzv. koncová. Šupiny jsou drobné, ostré a ktenoidní. Na bocích jsou výrazné tmavé příčné pruhy. Dorůstá do maximální délky okolo 50 cm (velmi výjimečně může dorůst až přes 60 cm a hmotností okolo 6 kg), tam kde se mu nedaří dobře třít nebo je na něj silný proud nebo velký tlak ostatních dravců a nedostatek přirozených úkrytů, obvykle tvoří zakrslé formy. Nejvyšší uváděná hmotnost činí 4,820 kg.

## Výskyt
Obývá stojaté i tekoucí vody. Je rozšířen prakticky v celém mírném pásu Evropy, vyskytuje se i v Asii. Tento okoun se aklimatizoval například i v Austrálii, Jižní Africe či na Novém Zélandu.

## Potrava
Okoun patří mezi říční predátory. Tvoří hejna, v nichž napadá menší, či nemocné ryby, někdy taky stejného druhu. Jeho hlavní potravu tvoří živočišná složka zejména bezobratlí a rybí potěr.
Sportovní rybáři loví tradičně okouny na dešťovky, moučné, či bílé červy. Velice oblíben je pak také lov na přívlač (tj. na woblery, třpytky, twistery, či gumové nástrahy). Jeho záběry bývají velice prudké.

## Rozmnožování

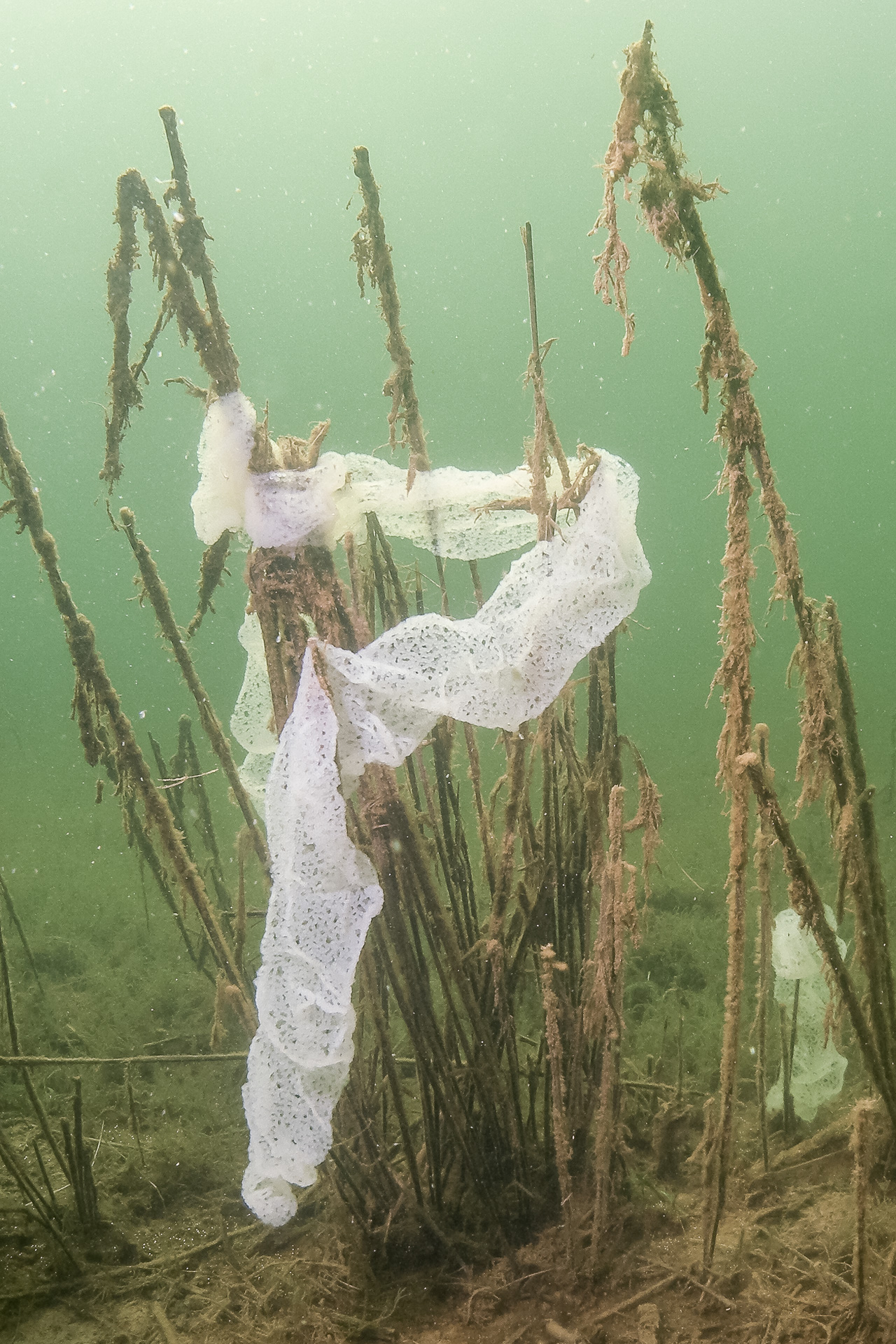
Jikerné pásy okouna zavěšené na podvodní vegetaci

Tření probíhá od března do června, při teplotě vody okolo 8 °C. Samice klade jikry na vodní rostliny nebo jiné potopené předměty. Jikry jsou spojeny do větších provazcovitých útvarů. Okoun říční stejně jako jeho poddruh okoun žlutý má jikry spojené v dlouhých pásech, které se snadno zachytí na kamenech a spadaných větvích v mělkých a pomalu tekoucích vodách. Samci pohlavně dospívají v 1–2 letech, samice ve 24 letech.
Plůdek okouna říčního se po vylíhnutí přesouvá z litorálu na volnou vodu, kde se živí zooplanktonem, přičemž byly zjištěny dvě strategie výskytu na volné vodě, a to epipelagický a batypelagický. Bylo provedeno několik výzkumů za účelem zjistit, zda jsou tyto strategie podmíněny na základě genetické odlišnosti populací, ale bylo zjištěno, že zde hrají roli hlavně faktory jako teplota vody, predace a konkurence.